# Cathédrale d'Anvers (Hollar)
La Cathédrale d'Anvers est une eau-forte de 1649 du graveur originaire de Bohême Wenceslas Hollar, représentant la cathédrale Notre-Dame d'Anvers, considérée comme la plus belle étude architecturale jamais réalisée par l'artiste. Une première impression de la planche originale fait partie de la collection de graphiques et de dessins de la Galerie nationale de Prague ; le musée Condé de Chantilly en possède un exemplaire sur papier vergé avec une fine marge, ainsi que le Metropolitan Museum de New York.

## Histoire
Wenceslas Hollar est au service de Thomas Howard (14e comte d'Arundel) à partir de 1636, lorsque des guerres secouent l'Angleterre. Il part alors se réfugier à Anvers où il demeure de 1644 à 1652. Son activité y est très importante, liée d'une part à la place de premier plan qui y est occupée par l'édition et l'imprimerie, et d'autre part la nécessité de trouver désormais des ressources par lui-même, le comte d'Arundel étant contraint à l'exil après ses prises de position en faveur du camp monarchique. 
Il est enregistré comme graveur dans les registres de la guilde de Saint-Luc d'Anvers dès son arrivée en 1644, et bénéficie rapidement du titre de maître. Il crée alors un nombre important de séries. 
En 1649, Hollar crée au total 49 eaux-fortes, dont certaines sont extrêmement importantes, comme par exemple, outre la Cathédrale d'Anvers, des vues du prieuré de Groenendael (P850) et de la Grande Chartreuse dans les Alpes françaises (P1093) à vol d'oiseau ou la grande perspective de Prague depuis Petřín(P880), mais aussi des portraits d'artistes et d'hommes célèbres. Elles constituent le couronnement de l’œuvre de ce grand maître de l’art graphique.
En 1978, la Belgique a émis un timbre postal avec l'eau-forte de la Cathédrale d'Anvers de Hollar.

## Description
L'œuvre montre la cathédrale Notre-Dame d'Anvers construite à partir de 1352, l'édifice sacré le plus important d'Anvers, qui est aussi la plus grande cathédrale gothique de Belgique. La tour nord est terminée entre 1521 et 1530 ; la tour sud, commencée au XVe siècle, n'a jamais été achevée. La façade ouest de la cathédrale, avec sa tour gauche terminée surmontée d'une flèche élancée et sa tour droite inachevée avec une tourelle provisoire, fait face à la place, bordée devant et à gauche de maisons et au fond d'arbres. Un cortège de soldats et de prêtres portant un reliquaire ou un tabernacle se dirige vers la porte de la cathédrale. Des groupes de personnages à pied et de soldats à cheval sont sur la place qui est animée par de petites scènes de genre, comme un combat de chiens. 
La différentiation des tailles, des denses hachures entrecroisées jusqu'au trait léger, et la qualité de la morsure, permettent à Hollar une extrême précision des détails tels que le treillis décoré de style Renaissance au-dessus du puits, les fenêtres vitrées avec de petits panneaux, les détails en pierre d'entrelacs, de violettes et de crabes, le relief sculptural du Jugement dernier du tympan de l'entrée principale de la cathédrale, la plaque posée en 1639 pour marquer le premier centenaire de la mort du peintre flamand Quentin Metsys, la structure aérée de la flèche, ou les oiseaux dans les nuages. 
L'état I de l'eau-forte mesure 491 x 340 mm (papier 498 x 350 mm). Elle est datée et signée en bas à gauche  : « Wenceslaus Hollar delineauit et fecit 1649 », et en bas, dans la lettre, figure l'inscription en latin : PROSPECTVS TVRRIS ECCLESIAE CATHEDRALIS, BEATISSIMAE VIRGINIS MARIAE DEI-PARAE, ANTVERPIAE, OCCIDENTEM VERSVS.

## Analyse
L'original est un dessin maintenant à Berlin (3177). La version ultérieure de l'eau-forte diffère de la première impression par certains détails ,  comme un changement dans la description en bas ou des hachures supplémentaires du mur de la maison et du ciel entre les nuages.
L'œuvre, présentée comme un « portrait architectural », surprend par sa monumentalité et son traitement détaillé. Hollar a élargi légèrement les proportions. Il s'est appuyé sur sa propre vue pour dessiner et n'a jamais étudié les subtilités de la représentation en perspective. Lorsqu'il dessine un bâtiment avec une vue frontale, les transgressions par rapport à la représentation en perspective ne sont pas aussi évidentes que dans le cas de vues latérales d'autres bâtiments. Pour cette gravure, il choisit une position en hauteur pour décrire la façade occidentale de l'édifice, un point de vue qu'il avait déjà choisit pour représenter la cathédrale Saint-Étienne de Vienne en 1630, et qui augmente la monumentalité de l'ouvrage. 
Le bâtiment ombragé, qui est le pendant de la cathédrale, contraste avec la façade éclairée et donne à l'image une profondeur spatiale.

## Postérité

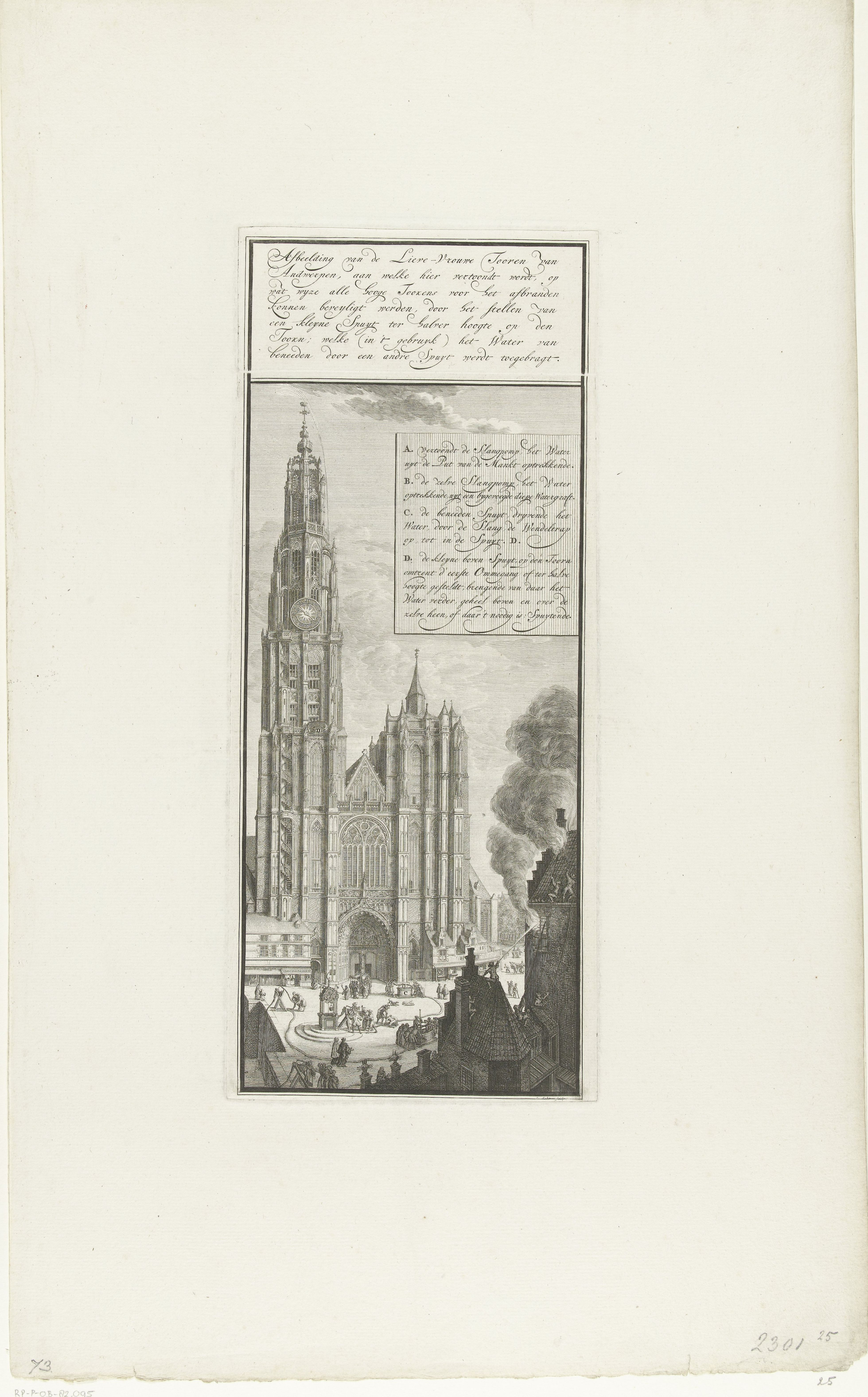
Jan van der Heyden, dessin utilisé dans son Brandspuitenboek.

Cette eau-forte a été très admirée. Elle fait l'objet d'une reprise gravée au XVIIIe siècle, sur laquelle le graveur a ajouté la tour sud. Jan van der Heyden, en fait le dessin, qui est utilisé dans la deuxième édition de son Brandspuitenboek (1735).